# 荒町停留場
荒町停留場（日语：／ Aramachi teiryūjō */?）是位於富山縣富山市荒町，富山地方鐵道富山軌道線的電車站。車站編號為C10。
電車站位於富山縣道43號富山上瀧立山線上的共用軌道。鄰近國道41號路口。

## 歷史
- 1913年（大正2年）9月1日 - 富山電氣軌道木町停留場啟用[2]。
- 1920年（大正9年）7月1日 - 轉讓至富山市，成為富山市營軌道的電車站[3]。
- 1943年（昭和18年）1月1日 - 路線轉讓。成為富山地方鐵道的電車站[4]。
- 1945年（昭和20年）8月2日 - 發生富山大空襲（日语：富山大空襲），使電車站暫停使用[5]。
- 1946年（昭和21年）1月14日 - 南富山站前至富山站前之間重開，此站重開[6]。
- 1965年（昭和40年）4月15日 - 電車站改名為荒町停留場[2]。

## 電車站構造
電車站是地面車站，建造在共用行車道上，設有2面2線的相對式月台。

## 電車站周邊
- 大和魯內酒店富山
- α-1酒店（日语：ホテルアルファーワン）富山荒町
- 富山商工會議所
- 富山全日空皇冠假日酒店（日语：ANAクラウンプラザホテル富山）
- 富山城址公園（富山城、富山市鄉土博物館（日语：富山市郷土博物館））

## 相鄰電車站
富山地方鐵道
富山軌道線（本線：1、2系統）
西町（C08）－中町（西町北）（C09）（富山大學前、岩瀨濱方向單向停靠）－荒町（C10）－櫻橋（C11）
富山軌道線（富山都心線：3系統）
中町（西町北）（C09）→荒町（C10）→櫻橋（C11）

## 注腳
1. ↑  .   [2021年4月19日]. （原始内容存档于2021年3月5日） （日语）.
2. 1 2  今尾惠介（監）. . 新潮社. 2008: 36. ISBN 978-4107900241 （日语）.
3. ↑  1920年2月11日付大阪朝日新聞 北陸版 （页面存档备份，存于）（日語）（神戶大學附屬圖書館新聞記事文庫）
4. ↑  1942年12月7日軌道譲渡許可「軌道譲渡」『官報』1942年12月21日（國立國會圖書館數碼化收藏）
5. ↑  富山地方鉄道（編）. . 富山地方鉄道. 1979: 175 （日语）.
6. ↑  富山地方鉄道（編）. . 富山地方鉄道. 1983: 378 （日语）.

## 外部連結
- 荒町 市內電車 時間預定表PDF（日語） - 富山地方鐵道